# Amarildo Tavares da Silveira
Amarildo Tavares da Silveira, beter bekend als Amarildo, (Campos dos Goytacazes, 29 juli 1939) is een voormalig Braziliaanse voetballer.

## Biografie
Amarildo begon zijn carrière bij Goytacaz uit zijn geboortestad. Zijn talent werd al snel opgemerkt en hij maakte de overstap naar Flamengo en later naar Botafogo. In 1963 reisde hij met Botafogo naar Parijs om er deel te nemen aan het internationale Tournoi de Paris, een toernooi waarvoor clubs uitgenodigd werden. Amarildo scoorde in de halve finale tegen RSC Anderlecht en plaatste zich voor de finale tegen RC Paris, waarin hij de beslissende goal scoorde. Hij keerde niet met Botafogo terug naar Brazilië en ging voor AC Milan spelen, waarmee hij de Coppa Italia won. In 1967 ging hij naar Fiorentina en werd hiermee landskampioen in 1969. Na nog twee seizoenen bij Roma beëindigde hij zijn carrière bij Vasco da Gama, waarmee hij in zijn laatste seizoen de titel nog binnen haalde.
Hij speelde ook voor het nationale elftal en werd met zijn team wereldkampioen in 1962. Op het WK viel hij in voor de geblesseerde Pelé. Hij scoorde zelfs de gelijkmaker in de finale tegen Tsjecho-Slowakije, dat twee minuten eerder voor kwam.
Op 24 januari 2008 werd Amarildo de hoofdtrainer van America. Twee dagen later verloor de club met 4-2 van Volta Redonda en werd hij na een week al ontslagen uit zijn functie.
1 Gilmar ·
2 Djalma Santos ·
3 Mauro Ramos  ·
4 Zito ·
5 Zózimo ·
6 Nílton Santos ·
7 Garrincha ·
8 Didi ·
9 Coutinho ·
10 Pelé ·
11 Pepe ·
12 Jair Marinho ·
13 Bellini ·
14 Jurandir ·
15 Altair ·
16 Zequinha ·
17 Mengálvio ·
18 Jair ·
19 Vavá ·
20 Amarildo ·
21 Zagallo ·
22 Castilho ·
Coach: Moreira